# Electron carinatum
El momoto carenado (Electron carinatum) es una especie de ave coraciforme de la familia Momotidae. Es nativo de Belice, Costa Rica, El Salvador, Guatemala, Honduras, México y Nicaragua. Su hábitat consiste de bosque húmedo subtropical y tropical. Es considerado una especie amenazada por la continua reducción de su hábitat. 
No tiene subespecies reconocidas.

## Hábitat
Vive en el bosque húmedo, principalmente cerca de barrancos y quebradas en áreas montañosas, entre los 300 y 900 m de altitud.

## Descripción

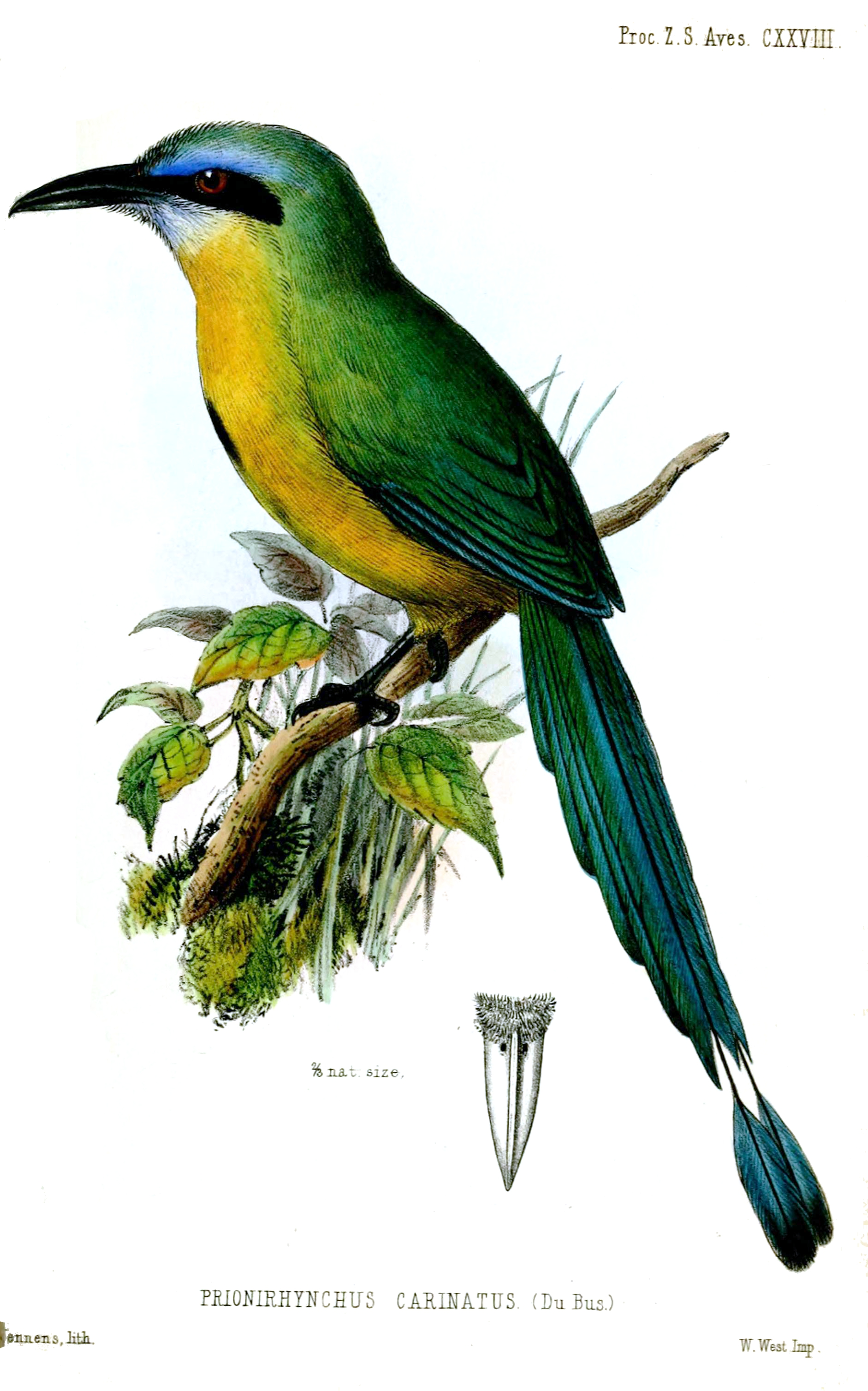
Ilustración en Proceedings of the Zoological Society of London 1857

En promedio mide 32 cm de longitud y pesa 65 g. El plumaje de las partes superiores es verde. La frente es rufa, con listas superciliares color azul brillante, antifaz negro y barbilla verde azulada. Tiene una mancha negra grande en el pecho; el vientre presenta matices amarillentos y canela. Las plumas remeras y timoneras son azulado verdoso.